# Peter Engel (Maler)
Peter Engel (* 6. August 1944 in Birstein; † 21. Juli 2014 in Frankfurt am Main) war ein deutscher Künstler und Lehrer an der Frankfurter Städelschule.

## Biografie
Engel stammte aus einer Arbeiterfamilie. Von 1961 bis 1964 absolvierte er eine Lehre als Offsetdrucker. Im Anschluss studierte er bis 1967 an der Städelschule HfBK Frankfurt am Main, unter anderem bei Johannes Schreiter. Seine Studien führten ihn nach London (1967) und Nordengland (1968–1970 und 1974).
Von 1974 bis 1992 war Engel als Lehrbeauftragter für Maltechnik in den Grundsemestern der Städelschule tätig. Außerdem unterrichtete er 1980 bis 1985 an der dortigen Abendschule. Ab 1980 unterhielt er ein Atelier in der Arnsburger Straße 76 und zeigte seine Werke auf monatlichen Ausstellungen bis Ende 1981. 1982 erwarb er ein Haus in Creglingen-Freudenbach (Baden-Württemberg). 2003 starb seine Frau Margit Baumgarten-Engel.

## Werk
Engel war ein Vertreter des Realismus. Zu seinem Gesamtwerk gehören vor allem Gemälde (Stillleben von Lebensmitteln, Porträts) sowie Bleistiftzeichnungen, Lithografien, Pastelle und Glasmalerei. Werke von ihm befinden sich unter anderem in den Sammlungen des Museums für zeitgenössische Glasmalerei in Langen und des Historischen Museums Frankfurt.
Werke (Auswahl)
- Roland, Öl auf Spanplatte, 1982
- Tortellini, 174 × 320 cm, Kasein/Öl, Nessel auf Spanplatte, 1980/1981, Rathaus Neu-Isenburg
- midnightblues, 91 × 123 cm, Kasein-Tempera auf säurefreiem Karton, 2000, Rathaus Neu-Isenburg, im Besitz der Stadt Neu-Isenburg[3]

## Ausstellungen mit Beteiligungen (Auswahl)
- 1971: Frankfurt am Main, Galerie Klaus Lüpke
- 1973: Frankfurt am Main, Galerie Herbert Meyer-Ellinger
- 1975: Artistes Francofortois Contemporains, Lyon, Musee des Beaux-Arts; Kunstszene Frankfurt, Frankfurt am Main, Frankfurter Kunstverein
- 1976: Frankfurt am Main, Frankfurter Kunstverein; Frankfurt am Main, Galerie Volker Huber; Zeichnungen, Frankfurt am Main, Galerie von Loe-Parenti-Huber
- 1977: Köln, Galerie Axiom; Frankfurt am Main, Galerie Herbert Meyer-Ellinger
- 1978: Bad Homburg, Dr. Zeitz
- 1979: Berlin, Galerie Happ; Frankfurt am Main, Dr. Klaus Jäger; Hanau, Schloß Philips Ruh; Rolandseck, Galerie Rolandshof; Deutscher Künstlerbund, Stuttgart
- 1980: Vision Reflexion, Frankfurt am Main, Kommunale Galerie; Liebe, Dokumente unserer Zeit, Darmstadt, Kunsthalle und Hannover, Kunstverein
- 1981: Berlin, Galerie Hartwig und Bethke; Stuttgart, Schmuck Krauss
- 1983: Frankfurt am Main, Dresdner Bank; Kronach, Kunstverein
- 1986: Frankfurt am Main, forum-Stadtsparkasse
- 1987: Friedberg, Kunstverein 1987: Höchst, Schlossmuseum
- 1988: Frankfurt am Main, Kunstverein (Beteiligung)
- 1990: Kronberg, Galerie Kirschbaum
- 1991: Frankfurt am Main, Kommunale Galerie im Leinwandhaus
- 1992: Brühl, Marienhospital
- 1996: Die Kraft der Bilder, Berlin, Martin-Gropius-Bau
- 1999: Alsfeld; Darmstadt; Pettensiedel-Forchheim
- 2000: Museum für zeitgenössische Glasmalerei in Langen; Johannes Schreiter und Zeitgenossen
- 2002: Vier Jahrhunderte Frankfurter Stillleben, Frankfurt am Main, 1822-Forum
- 2009: Neu-Isenburg, Stadtgalerie 2010: Hanau, Galerie König
- 2011: Frankfurt am Main, Galerie Schamretta
- 2013: Hanau, Galerie König; Künstler der Frankfurter Künstlergesellschaft zu Gast, Steinau an der Straße, Brüder Grimm-Haus
- 2014: Frankfurt am Main, Das Bilderhaus; Hanau, Galerie König
- 2018: „Pralle Bilder“, Frankfurt am Main, H. W. Fichter Kunsthandel